# Вікторі (округ Каюга, Нью-Йорк)
Вікторі (англ. Victory) — місто (англ. town) в США, в окрузі Каюга штату Нью-Йорк. Населення — 1652 особи (2020).

## Демографія
Згідно з переписом 2010 року, у місті мешкало 1660 осіб у 615 домогосподарствах у складі 447 родин. Було 674 помешкання
Расовий склад населення:
| - 95,7 % — білих - 1,2 % — азіатів - 0,8 % — корінних американців - 0,5 % — чорних або афроамериканців - 0,1 % — вихідців з тихоокеанських островів |

До двох чи більше рас належало 1,7 %. Частка іспаномовних становила 1,0 % від усіх жителів.
За віковим діапазоном населення розподілялося таким чином: 24,6 % — особи молодші 18 років, 63,4 % — особи у віці 18—64 років, 12,0 % — особи у віці 65 років та старші. Медіана віку мешканця становила 41,8 року. На 100 осіб жіночої статі у місті припадало 103,7 чоловіків;  на 100 жінок у віці від 18 років та старших — 106,4 чоловіків також старших 18 років.
Середній дохід на одне домашнє господарство  становив 59 682 долари США (медіана — 50 486), а середній дохід на одну сім'ю — 63 976 доларів (медіана — 57 216). Медіана доходів становила 41 806 доларів для чоловіків та 34 135 доларів для жінок. За межею бідності перебувало 12,0 % осіб, у тому числі 14,4 % дітей у віці до 18 років та 11,4 % осіб у віці 65 років та старших.
Цивільне працевлаштоване населення становило 722 особи. Основні галузі зайнятості: виробництво — 20,2 %, освіта, охорона здоров'я та соціальна допомога — 17,7 %, будівництво — 13,2 %, сільське господарство, лісництво, риболовля — 12,0 %.